# Kosmos 9
Kosmos 9, em russo Ко́смос 9 (Cosmos 9), também conhecido como Zenit-2, n º 7, foi um satélite soviético de reconhecimento. Foi o nono satélite da série Kosmos e o terceiro lançamento bem sucedido de um satélite de reconhecimento soviético, seguindo os satélites Kosmos 4 e Kosmos 7.
O lançamento foi realizado a partir do sitio 1/5 no Cosmódromo de Baikonur, União Soviética (atual Cazaquistão), e ocorreu às 09:39:51 GMT em 27 de setembro de 1962.